# Mormia maderensis
Mormia maderensis är en tvåvingeart som beskrevs av Wagner och Baez 1993. Mormia maderensis ingår i släktet Mormia och familjen fjärilsmyggor.
Artens utbredningsområde är Madeira. Inga underarter finns listade i Catalogue of Life.